# Călin Albuț
Septimiu Cǎlin Albuț (sinh ngày 23 tháng 5 năm 1981 ở Bistrița, România) là một cầu thủ bóng đá người România thi đấu ở vị trí thủ môn cho Universitatea Cluj.